# Paul Allen (regatista)
Paul Allen es un deportista estadounidense que compitió en vela en la clase Tornado. Ganó una medalla de plata en el Campeonato Mundial de Tornado de 1974.

## Palmarés internacional
| Campeonato Mundial | Campeonato Mundial        | Campeonato Mundial | Campeonato Mundial |
| Año                | Lugar                     | Medalla            | Clase              |
| ------------------ | ------------------------- | ------------------ | ------------------ |
| 1974               | Honolulu (Estados Unidos) | Medalla de plata   | Tornado            |